# کالین پتر نتسر
کالین پتر نتسر (به رومانیایی: Călin Peter Netzer) (تلفظ رومانیایی: [kəˈlin ˈpetər ˈnet͡sər]) فیلمساز اهل رومانی در یکم ماه می سال ۱۹۷۵ در پتروسانی، شهری در رومانی زاده شد. او اولین فیلم بلند خود را در سال ۲۰۰۳ با نام ماریا ساخت که در جشنوارهٔ لوکارنو توانست، جایزهٔ ویژهٔ هیأت داوران را از آن خود کند. شش سال بعد یعنی در سال ۲۰۰۹ او فیلم مدال افتخار را ساخت که داستان پیرمرد ۷۵ ساله‌ای بود که تصادفاً مدال افتخار جنگ جهانی دوم را می‌گیرد. این فیلم هم در جشنواره‌های مختلفی همچون تسالونیکی و میامی مورد تقدیر قرار می‌گیرد.
اما می‌توان گفت، تا اینجا بزرگترین موفقیت کالین با فیلم مسئله بچه در سال ۲۰۱۳ اتفاق افتاده است. فیلمی خوش ساخت که داوران شصت و سومین دورهٔ جشنوارهٔ فیلم برلین، همچون وونگ کار وای و سوزان بایر و تیم رابینز را مجبور به دادن جایزهٔ خرس طلا به او کردند. فیلم داستان پسری به نام باربو را به تصویر می‌کشد که در یک شب سرد زمستانی، پسر بچه‌ای را با ماشینش زیر می‌کند و حال با مخمصه‌ای پر پیچ و خم روبه رو می‌شود.

## فیلم‌شناسی
| سال  | فیلم        | موفقیت                                                        |
| ---- | ----------- | ------------------------------------------------------------- |
| ۲۰۰۳ | ماریا       | برندهٔ جایزهٔ ویژهٔ هیئت داوران جشنوارهٔ لوکارنوی سوییس           |
| ۲۰۰۹ | مدال افتخار | برندهٔ نگاه ویژهٔ بخش جهانی جشنوارهٔ فیلم میامی آمریکا           |
| ۲۰۱۳ | مسئله بچه   | برندهٔ خرس طلای بهترین فیلم در جشنوارهٔ برلین آلمان در سال ۲۰۱۳ |